# Psychoda phalanga
Psychoda phalanga és una espècie d'insecte dípter pertanyent a la família dels psicòdids.

## Descripció
- La femella té les antenes, de 70 mm de llargària, amb 16 segments i la placa subgenital amb la concavitat apical fonda i en forma d'"U".
- Les ales de la femella fan 1,40-1,47 mm de llargària i 0,57-0,60 d'amplada.
- El mascle no ha estat encara descrit.[2]

## Distribució geogràfica
Es troba a les illes Filipines: Negros i Mindanao.